# Métro léger d'Utsunomiya
Le métro léger d'Utsunomiya (宇都宮ライトレール, Utsunomiya raitorēru) est un réseau de transport en commun de type métro léger qui dessert la ville d'Utsunomiya et le bourg de Haga, dans la préfecture de Tochigi au Japon. Il se compose d'une ligne de 14,6 km.

## Historique
Le projet a été approuvé en 2016. La construction a commencé en 2018, avec une date d'ouverture initialement planifiée en 2022, mais décalée finalement en 2023. La ligne est inaugurée le 26 août 2023.

## Caractéristiques

### Ligne
- Longueur : 14,6 km
- Ecartement : 1 067 mm
- Alimentation : 750 Vcc par caténaire
- Nombre de voies : Double voie

### Tracé
|  |

### Liste des stations
| Numéro | Station                                | Nom japonais                 | Correspondances                                                                     | Localisation |
| ------ | -------------------------------------- | ---------------------------- | ----------------------------------------------------------------------------------- | ------------ |
| 01     | Utsunomiya Station East                | 宇都宮駅東口                 | à la gare d'Utsunomiya : JR East : Shinkansen Tōhoku, Karasuyama, Nikkō, Utsunomiya | Utsunomiya   |
| 02     | Higashi-Shukugo                        | 東宿郷                       |                                                                                     | Utsunomiya   |
| 03     | Ekihigashi Park                        | 駅東公園前                   |                                                                                     | Utsunomiya   |
| 04     | Mine                                   | 峰                           |                                                                                     | Utsunomiya   |
| 05     | Yoto 3-chome                           | 陽東3丁目                    |                                                                                     | Utsunomiya   |
| 06     | Utsunomiya University Yoto Campus      | 宇都宮大学陽東キャンパス     |                                                                                     | Utsunomiya   |
| 07     | Hiraishi                               | 平石                         |                                                                                     | Utsunomiya   |
| 08     | Hiraishi-chuo Elementary School        | 平石中央小学校前             |                                                                                     | Utsunomiya   |
| 09     | Tobiyama Castle Site                   | 飛山城跡                     |                                                                                     | Utsunomiya   |
| 10     | Seiryo High School                     | 清陵高校前                   |                                                                                     | Utsunomiya   |
| 11     | Kiyohara District Civic Center         | 清原地区市民センター前       |                                                                                     | Utsunomiya   |
| 12     | Green Stadium                          | グリーンスタジアム前         |                                                                                     | Utsunomiya   |
| 13     | Yuinomori-west                         | ゆいの杜西                   |                                                                                     | Utsunomiya   |
| 14     | Yuinomori-central                      | ゆいの杜中央                 |                                                                                     | Utsunomiya   |
| 15     | Yuinomori-east                         | ゆいの杜東                   |                                                                                     | Utsunomiya   |
| 16     | Hagadai (ja)                           | 芳賀台                       |                                                                                     | Haga         |
| 17     | Haga Industrial Park Management Center | 芳賀町工業団地管理センター前 |                                                                                     | Haga         |
| 18     | Kashinomori Park                       | かしの森公園前               |                                                                                     | Haga         |
| 19     | Haga Takanezawa Industrial Park        | 芳賀・高根沢工業団地         |                                                                                     | Haga         |